# Расинг Клуб де Авелянеда
Расинг Клуб де Авелянеда (на испански: Racing Club de Avellaneda), кратка форма Расинг Клуб е футболен клуб от Голям Буенос Айрес, Аржентина. Расинг е печелил Примера дивисион 18 пъти, с рекорд от седем последователни титли между 1913 и 1919 г., пет от които са спечелени без загуба.

## Успехи
- Шампион на Аржентина (18): 1913, 1914, 1915, 1916, 1917, 1918, 1919, 1921, 1925, 1949, 1950, 1951, 1958, 1961, 1966, 2001, 2014, 2019
- Междуконтинентална купа по футбол (1): 1967 [2]
- Копа Либертадорес (1): 1967 [3]
- Суперкопа Судамерикана (1): 1988 [4]
- Суперкопа Интерамерикана (1): 1988 [5]
- Рекопа Судамерикана
  - Финалист (1): 1989

## Известни бивши футболисти
- Алфио Базиле
- Серхио Гойкоечея
- Мауро Каморанези
- Клаудио Лопес
- Лисандро Лопес
- Диего Милито
- Рубен Пас
- Диего Симеоне
- Убалдо Фильол
- Лусиано Вието
- Карлос Арано

## Бивши треньори
- Гилермо Стабиле
- Омар Сивори
- Освалдо Ардилес
- Диего Марадона
- Убалдо Фильол
- Диего Симеоне
- Алфио Базиле
- Мигел Анхел Бриндизи